# 大科拉貝利納河
大科拉貝利納河（羅馬化：Velyka Korabelna）是烏克蘭的河流，位於該國南部，屬於科拉貝利納河的右支流，發源自米科拉伊夫卡，流經基洛夫格勒州和尼古拉耶夫州，河道全長27公里，流域面積223平方公里。